# Tepache (Messico)
Tepache  è una municipalità dello stato di Sonora nel Messico settentrionale, il cui capoluogo è la località omonima.
Conta 1.230 abitanti (2010) e ha una estensione di 779,86 km².
Il nome in lingua opata può significare luogo delle belle donne oppure luogo dei fagioli.